# Oxenford
Oxenford är en del av en befolkad plats i Australien. Den ligger i kommunen Gold Coast och delstaten Queensland, omkring 55 kilometer sydost om delstatshuvudstaden Brisbane. Antalet invånare är 9 007.
Runt Oxenford är det tätbefolkat, med 636 invånare per kvadratkilometer.. Närmaste större samhälle är Gold Coast, omkring 17 kilometer sydost om Oxenford. 
Runt Oxenford är det i huvudsak tätbebyggt. Genomsnittlig årsnederbörd är 1 424 millimeter. Den regnigaste månaden är januari, med i genomsnitt 275 mm nederbörd, och den torraste är oktober, med 21 mm nederbörd.